# Benjamin Morrison
Benjamin James Morrison (Phoenix, 11 marzo 2004) è un giocatore di football americano statunitense che milita nel ruolo di cornerback per i Tampa Bay Buccaneers della National Football League (NFL).

## Carriera universitaria

### 2022
Morrison trovò subito spazio in campo nella sua prima stagione a Notre Dame nel 2022. Debuttò nel college football il 3 settembre 2022, contro Ohio State, mettendo a segno 3 tackle e un passaggio deviato. Contro California il 17 settembre, Morrison disputò la prima gara come titolare, facendo registrare 3 placcaggi. I primi due intercetti giunsero nella vittoria a sorpresa contro Clemson il 5 novembre. Due settimane dopo pareggiò il record NCAA con tre intercetti nella gara contro il Boston College. Nel Gator Bowl arrivò il suo sesto intercetto, leader della squadra, contro South Carolina.
Morrison chiuse la stagione con 32 tackle, 4 passaggi deviati e 6 intercetti di cui uno ritornato in touchdown, venendo premiato come Freshman All-American da On3.com, College Football News, Pro Football Focus, The Athletic, 247Sports, ESPN e dalla Football Writers Association of America (FWAA).

### 2023
Il 9 giugno 2023 Morrison fu nominato quarto miglior cornerback nel college football. Fu anche nominato uno dei giocatori da tenere d’occhio per il Bronko Nagurski Trophy, il Jim Thorpe Award, e il Chuck Bednarik Award. Il 19 settembre fece registrare il primo intercetto stagionale contro NC State nella vittoria per 45–24. Nella gara contro USC numero 10 del ranking, Morrison intercettò Caleb Williams da cui una nacque un touchdown di Audric Estimé. Notre Dame finì con il battere a sorpresa Williams e i Trojans 48–20. Nella gara contro Pittsburgh non riuscì a scendere in campo a causa di un infortunio a un quadricipite. Il 1º novembre fu nominato semifinalista del Jim Thorpe Award.

### 2024
Nelle prime sei partita della stagione 2024 Morrison totalizzò 20 tackle e 4 passaggi deviate. La sua annata tuttavia si chiuse nella vittoria 49-7 su Stanford, in cui subì un infortunio che richiese un’operazione chirurgica. A fine anno annunciò il passaggio tra i professionisti.

## Carriera professionistica
Morrison fu scelto nel corso del secondo giro (53º assoluto) del Draft NFL 2025 dai Tampa Bay Buccaneers.

## Vita privata
Il padre, Darryl Morrison, giocò anch’egli nella NFL.